# جوش فيرغسون
جوش فيرغسون (بالإنجليزية: Josh Ferguson)‏ هو لاعب كرة قدم أمريكية أمريكي، ولد في 23 مايو 1993 في نابرفيل في الولايات المتحدة.

## وصلات خارجية
- جوش فيرغسون على موقع مرجع كرة القدم المحترفة.كوم (الإنجليزية)